# Dzień Domina
Dzień domina (ang. Domino Day) – organizowane w latach 1998–2009 corocznie w listopadzie widowisko, podczas którego burzone są konstrukcje z kostek domina, które były wcześniej układane przez grupę osób z wielu krajów.
Dzień Domina transmitowany był w Polsce od 2005 do 2009 roku na antenie telewizji TVN.

## Format
Celem widowiska było pobicie rekordu liczby kostek domina, które zostaną wykorzystane i przewrócone. Oprócz obrazów utworzonych z kostek domina przez reprezentantów różnych krajów były też tzw. zadania specjalne, w których brały udział dwie wybrane osoby z różnych krajów. Widowisko uzupełniała dopasowana muzyka do przedstawianych scen. Każdego roku pojawiały się nowe pomysły realizacji widowiska. W 2005 roku dodatkowe atrakcje dostarczali statyści, aktorzy i tancerki. 
W 2007 po raz pierwszy w historii nie udało się pobić rekordu świata. W każdym roku gość specjalny przewracał pierwszą kostkę, rozpoczynając tym samym imprezę. W 2007 była nim piosenkarka Katie Melua. Organizatorem "Dnia Domina" był Robin Paul Weijers. 
W 2010 widowisko zostało odwołane ze względu na niedobór funduszy.
Każda impreza miała temat przewodni. Temat przewodni określał, jakie obrazy miały się pojawiać w konstrukcjach z ułożonych kostek. W edycji z 2007 roku były to aspekty życia. W 2008 tematem było dziesięciolecie widowiska. Tematem roku 2009 była wędrówka po kontynentach. Na potrzeby właśnie tych obrazów wykorzystywane były wielokolorowe kostki. 
Czasami nie były to kostki standardowe, ale np. większe, szklane lub miniaturowe. Ważną rolę odgrywały kostki wypełnione piaskiem, które przesypując się niczym piasek w klepsydrze, opóźniały proces przewracania kostek, dając uczestnikom czas na przygotowanie do zadań specjalnych, a stacji telewizyjnej czas na emisję reklam. Niekiedy był to czas, w którym udzielano krótkie wywiady z budowniczymi.

## Rekordy
| data         | rok  | hasło wiodące                                | pierwszą kostkę przewrócił(a) | miejscowość          | liczba wszystkich kostek | liczba przewr. kostek | % wszystkich przewróconych | rekord |
| ------------ | ---- | -------------------------------------------- | ----------------------------- | -------------------- | ------------------------ | --------------------- | -------------------------- | ------ |
| 28 sierpnia  | 1998 | Visionland                                   | Linda de Mol                  | Leeuwarden, Holandia | 2 300 000                | 1 605 757             | 69,82%                     | T      |
| 5 listopada  | 1999 | Europa zonder grenzen                        | Hans Klok                     | Zuidlaren, Holandia  | 2 500 000                | 2 472 480             | 98,90%                     | T      |
| 31 grudnia   | 1999 | Zespół z Chin i Japonii                      |                               | Pekin, Chiny         | 3 000 000                | 2 751 518             | 91,72%                     | T      |
| 3 listopada  | 2000 | Action-Reaction                              | Lionel Richie                 | Zuidlaren, Holandia  | 3 112 000                | 2 977 678             | 95,68%                     | T      |
| 31 grudnia   | 2000 | Zespół z Chin, Japonii i Korei Południowej   |                               | Pekin, Chiny         | 3 500 000                | 3 407 535             | 97,36%                     | T      |
| 16 listopada | 2001 | Bridging the World                           | Kylie Minogue                 | Maastricht, Holandia | 3 750 000                | 3 540 562             | 94,41%                     | T      |
| 14 listopada | 2002 | Expressions for Millions                     | Nick Carter                   | Leeuwarden, Holandia | 4 000 000                | 3 847 295             | 96,18%                     | T      |
| 12 listopada | 2004 | The Challenge                                | Shania Twain                  | Leeuwarden, Holandia | 4 250 000                | 3 992 397             | 93,94%                     | T      |
| 14 listopada | 2005 | Domino Theatre of Eternal Stories            | Anastacia                     | Leeuwarden, Holandia | 4 321 000                | 4 002 136             | 92,62%                     | T      |
| 17 listopada | 2006 | Music in Motion                              | Kim Wilde                     | Leeuwarden, Holandia | 4 400 000                | 4 079 381             | 92,71%                     | T      |
| 16 listopada | 2007 | Falling into Life                            | Katie Melua                   | Leeuwarden, Holandia | 4 500 000                | 3 671 465             | 81,59%                     | N      |
| 14 listopada | 2008 | Celebrating 10 years of Domino Day           | Salima Peippo                 | Leeuwarden, Holandia | 4 500 000                | 4 345 027             | 96,56%                     | T      |
| 13 listopada | 2009 | The World in Domino – The Show with the Flow | Jeroen de Meij                | Leeuwarden, Holandia | 4 800 000                | 4 491 863             | 93,58%                     | T      |

## Stałe elementy

### Wyzwania
„Wyzwania“ (challenges) to były zadania dla konstruktorów Dnia Domino, najczęściej wykonywane w parach, aby określonym czasie (najczęściej 2 minuty) ustawić linię z kostek domina i przewrócić dodatkowe kostki. Wykonywało się je, podczas gdy inne elementy konstrukcji się przewracały, czyli podczas trwania widowiska. O wyborze zawodników biorących udział w Wyzwaniu decydował Robin Paul Weijers. Sami zawodnicy dowiadywali się o wyborze na krótko przed zadaniem.
| Wyniki Wyzwań | Wyniki Wyzwań | Wyniki Wyzwań | Wyniki Wyzwań | Wyniki Wyzwań | Wyniki Wyzwań | Wyniki Wyzwań | Wyniki Wyzwań | Wyniki Wyzwań |
| Rok           | Opis konkurencji | Wynik         | Opis konkurencji | Wynik         | Opis konkurencji | Wynik         | Opis konkurencji | Wynik         |
| ------------- | --- | ------------- | --- | ------------- | --- | ------------- | --- | ------------- |
| 2004          | Układanie 5 metrowej linii kostek domina przez zawodnika i zawodniczkę na desce leżącej na posadzce podestu                                                             | T             | Układanie kostek domina na 2 metrowej sprali, która z jednej strony pięła się do góry, a na samej górze zmieniała "kierunek" z góry w dół | N             | Układanie 5 metrowej linii kostek domina przez zawodnika i zawodniczkę na podłodze hali | N             | Brak | Brak          |
| 2005          | 7 zawodników ma dwie minuty na zbudowanie 60 cm wieżyczek z kostek domina, uzupełniających luki w pomoście na Arkę Noego ze zwierzętami na pokładzie.                   | T             | Tematem przewodnim jest historia Don Kichota a ciężar odpowiedzialności spoczywa na jednym samotnym budowniczym, odgrywającym rolę Sancho Pansy - wiernego służącego hiszpańskiego szlachcica. Budowniczy w ciągu dwóch minut musi wypełnić 3 luki w linii symbolizującej historię Don Kichota, sukces budowy odzwierciedlają kolejno zawalające się ściany z kostek domina: Dulcynea - doskonała wymarzona żona, która w rzeczywistości nie jest piękna, Koń Rosynant - w rzeczywistości wychudzona chabeta i olbrzymy, z którymi toczył boje - w rzeczywistości wiatraki. | N             | Dwójka wybranych budowniczych ma dwie minuty na ułożenie domina opartego na sztuce Hamlet Williama Szekspira. "Być, albo nie być". Zawodniczka podtrzymuje belkę, na której zawodnik układa linię kostek domino. Zadanie zostało wykonane, ale jak się później okazało, budująca przechyliła belkę, co było uznane jako niedozwolone. | T             | Brak | Brak          |
| 2006          | Zawodniczka leżąc zawieszona nad wielką płytą gramofonową z kostek domina musi uzupełnić luki będące jakby rysą na całej jej powierzchni, zaś zawodnik operuje dźwigiem | N             | Domino układane przez wąski otwór na taśmie magnetofonu szpulowego wprawianej w ruch przez drugiego uczestnika | N             | Układanie ścieżki na zawrotnie kręcącej się płycie CD w Discmanie | N             | Uzupełnianie fragmentów wijącej się ścieżki z kostek domina i odbezpieczanie plastikowych blokad, na wielkim wyświetlaczu odtwarzacza mp3 z rozwijaną listą utworów                | T             |
| 2007          | Ustawianie domina na wadze wyglądającej niczym rozpostarte skrzydła bociana                                                                                             | N             | Przeprowadzanie dużych kostek z otworem nad ścieżką małych już ustawionych kostek, tak by ich nie potrącić | T             | Słowne naprowadzanie uczestniczki z zawiązanymi oczyma przez labirynt domina z jednym blokiem kostki w ręku, którym zostanie uzupełniona luka | T             | Chodzenie zawodników wewnątrz tykającego zegara i układanie linii z kostek domina na jego ruchomej wskazówce w kształcie kosy symbolizującej rekord - życie, lub porażkę - śmierć. | N             |
| 2008          | Ustawienie kostek domina na ruchomej platformie | T             | Ustawienie kostek domina wzdłuż brzegu gigantycznego kieliszka koktajlowego | N             | Ustawienie linii z kostek domina (wisząc na uprzęży w powietrzu) | T             | Ustawienie kostek domina między górą tac i kieliszków | T             |
| 2009          | Ustawienie kostek domina na piasku | N             | Ustawienie kostek domina na wiszących platformach nad ziemią | N             | Ustawienie kostek domina w wodzie (były to specjalne, cięższe kostki o większej od wody gęstości) | N             | Ustawienie metalowych kostek domina na płonącej platformie za pomocą specjalnych szczypiec                                                                                         | T             |

## Wybrane edycje

### 2005
Podczas przygotowań do Dnia Domina w 2005 roku do hali Frisian Expo Center wleciał wróbel, który przewrócił ponad 23 000 kostek domina. Po fakcie organizatorzy zastrzelili ptaka wiatrówką, za co prokurator ukarał organizatorów karą grzywny w wysokości 200 euro. Pamięć wróbla została uczczona minutą ciszy przed rozpoczęciem imprezy.

### 2007
Podczas próby bicia rekordu, 16 listopada 2007, przewróciło się dokładnie 3 671 465 kostek. Rekord z 2006 nie został pobity, ponieważ zawodnicy – poza ustawieniem ogromnej liczby kostek na różnych planszach – musieli wykonać kilka zadań na żywo, już podczas bicia rekordu, aby połączyć kolejne plansze i umożliwić przewrócenie wszystkich kostek. Nie udało się pierwsze zadanie z ustawianiem kostek na równoważni, ponieważ dwie kostki zostały ustawione zbyt daleko od siebie, oraz ostatnie zadanie, gdzie dwoje zawodników ustawiało kostki na kręcącej się wielkiej wskazówce zegara, za którą musieli iść. Nie zdążyli ukończyć zadania, na które mieli tylko dwie minuty. Kostki ze wskazówki miały uruchomić planszę z 400 000 kostek, i liczba ta miała umożliwić pobicie rekordu. Niestety nawet po ich przewróceniu zabrakłoby dokładnie 7916 kostek.

### 2008
Oprócz pobicia rekordu z 2006 padło też kilka innych rekordów, takich jak: najdłuższa spirala z domino (ok. 200 m), najwyżej wspinające się domino (prawie 12 metrów), najdłuższa ściana z domino, najwięcej ustawionych i przewróconych kostek mini domino (ok. 1200), najsilniejsza kostka domino (727 kostek), największe kostki domino (jedna kostka zawiera w sobie 1 milion zwykłych), największa przestrzenna budowla z domino czy też największa mozaika ułożona z kostek domino (miała w sobie 1 milion kostek i przedstawiała motywy przewodnie z ostatnich dziesięciu lat, ich nazwy oraz liczbę przewróconych kostek).
Pojawiły się także zadania specjalne i ich tematem przewodnim była impreza. Pierwszym zadaniem było uzupełnianie długiej linii (serpentyny) z kostek domina serpentyna pięła się do góry i zawodnicy na specjalnych dźwigach także musieli wnosić się by móc uzupełniać ciąg. Zadanie to zostało wykonane. Kolejnym zadaniem było ustawianie kostek domina na brzegu gigantycznego kieliszka. Sam kieliszek był bardzo niestabilny co doprowadziło, że konstrukcje zawodników zawaliły się. Zadanie nie zostało wykonane. Trzecie zadanie z udziałem Polki miało na celu uzupełnianie krótkiej linii na środku planszy. Zawodniczka podwieszona na linie musiała przy pomocy drugiego budowniczego trzymającego ją rozbujać się, złapać kostkę z podestu zatrzymać się i ustawić ją na polu. Zadanie wykonano. Ostatnie zadanie za 400 tys. kostek polegało na uzupełnianiu konstrukcji z tac kieliszków i kostek tacami i ustawionymi kostkami. Budowniczy musiał wziąć tace ustawić kostki na niej podejść do konstrukcji i włożyć ją. Zawodnicy wykonali zadanie przed czasem.

### 2009
Próba pobicia rekordu miała miejsce dnia 13 listopada 2009. Od połowy września ustawiono 4 800 000 kostek domina. Tematem przewodnim tegorocznego Dnia Domino było ukazanie charakterystycznych cech wszystkich kontynentów pod nazwą: „The World in Domino – The Show With The Flow“ (Świat z kostek domina). Bicie rekordu podzielone było na 7 kategorii tematycznych: Ameryka Północna, Ameryka Południowa, Oceania, Afryka, Antarktyda, Europa i Azja. Aby rekord został pobity musiało upaść co najmniej 4.345.028 kostek domina, jeżeli nie udałoby się tego dokonać rekord mógłby nie paść już po raz drugi. Jednak w tym roku rekord został ponownie pobity. Upadło 4 491 863 kostek domina.
Wśród budowniczych chcących ustanowić rekord było 89 osób z całego świata, w tym 13 Polaków (oraz 18 Polaków, przez 2 tygodnie przed nimi przy przygotowaniu malunków i powierzchni kolorowych). Zadania dodatkowe wykonywane były według tematu czterech żywiołów: ziemi, powietrza, wody i ognia. Tylko ostatnie z tych zadań - "żywioł ognia" udało się wykonać poprawnie. Poprawne wykonanie trzech pierwszych zadań dodatkowych miało obniżać o 20 cm płomienie w czwartym zadaniu, lecz z powodu porażek ogień w tym udanym, ostatnim zadaniu był bardzo wysoki. W trzecim wyzwaniu (stworzenie linii kostek pod wodą) zabrakło dwóch kostek domino do wykonania zadania. W tej edycji ponad 280 000 kostek domina przewróciło się w trakcie przygotowywania imprezy.
Problem z organizacją następnej edycji ze względu na Wielki kryzys finansowy przyczynił się do anulowania 12. edycji planowanej na listopad Domino Day 2010. W 2010 zespół planował Domino Day 2011, jednak najprawdopodobniej również z tego samego powodu Dzień Domina nie odbył się. Termin show przesunął się na 2012, o czym wiadomo było od kwietnia 2011, po wypowiedzi rzecznika RTL Anke Eickmeyer. Także i w następnych latach Domino Day się nie odbyło.

### Powrót Dnia Domina
Na początku lutego 2020 firma EndemolShine, odpowiedzialna za wcześniejsze edycje show, ogłosiła, że w listopadzie 2020 odbędzie się 12. edycja Domino Day. 8 września 2020 EndemolShine i stacja RTL ogłosiły jednak, że z powodu pandemii COVID-19 wydarzenie nie zostanie zorganizowane.